# Tarzan (pel·lícula de 1999)
Tarzan és una pel·lícula musical estatunidenca d'animació tradicional de 1999, dirigida per Chris Buck i Kevin Lima, i produïda per Walt Disney Feature Animation. Està basada en la novel·la Tarzan of the Apes d'Edgar Rice Burroughs. S'ha estat doblada al català i es va estrenar als cinemes l'any 1999.

## Argument
Tarzan és un nen que amb la seva família naufraguen a la costa d'Àfrica. Per sobreviure s'internen a la jungla, on els seus pares construeixen una casa a la part alta d'un arbre. Mentrestant, una rajada de goril·les, entre ells Kerchak (el mascle dominant) i Kala cuiden del seu fill petit, el qual és assassinat per Sabor (lleopard), per la qual cosa Kerchak queda molt afectat. El mateix lleopard, també assassina als pares de Tarzan, però no descobreix a Tarzan, deixant-lo sol. Kala escolta els plors de Tarzan, el rescata i l'adopta com el seu fill, però Kerchak el rebutja. Passen els anys, i Tarzan va buscant ser acceptat per Kerchak sense cap resultat, i es va adonant que és diferent als altres simis. Buscant la seva identitat, es troba amb els exploradors britànics, el Professor Porter, la seva filla Jane Porter (els quals investigaven la vida dels goril·les en el seu territori) guiats per Clayton, Tarzan s'enamora a primera vista de Jane. Arriba el moment de tornar al Regne Unit i Tarzan li demana a Jane quedar-se, aquesta, confosa, no pot contestar. Clayton, al seu torn, li demana a Tarzan que li ensenyi on habiten els goril·les, amb ocultes intencions sinistres, a canvi que la Jane es quedi, Tarzan accepta, però cau en un parany. La difícil situació es resol gràcies al fet que Tarzan protegeix la seva comunitat, guanyant-se l'acceptació de "seu pare" Kerchak. Al final, Jane i el seu pare es queden amb Tarzan a la selva, acceptant viure al més pur estil de la jungla africana.

## Repartiment
La pel·lícula es va doblar al català l'any 1999 per l'estudi 103 Todd-AO Estudios, sota la direcció de Quim Roca. La traducció va anar a càrrec de Lluís Comes i David Arnau.
| Personatge                  | Veu original           | Veu en català         |
| --------------------------- | ---------------------- | --------------------- |
| Tarzan                      | Tony Goldwyn (adult)   | Abel Folk (adult)     |
| Tarzan                      | Alex D. Linz (jove)    | Ian Lleonart (jove)   |
| Jane Porter                 | Minnie Driver          | Victòria Pagès        |
| Terk                        | Rosie O'Donnell        | Maria Moscardó        |
| Clayton                     | Brian Blessed          | Joan Carles Gustems   |
| Professor Archimedes Porter | Nigel Hawthorne        | Joaquim Díaz          |
| Kala                        | Glenn Close            | Mercedes Sampietro    |
| Kala                        | Glenn Close            | Ingrid Morral (cançó) |
| Kerchak                     | Lance Henriksen        | Josep Maria Ullod     |
| Tantor                      | Wayne Knight (adult)   | Juan Antonio Bernal   |
| Tantor                      | Taylor Dempsey (cançó) | José Masegosa (jové)  |

## Banda sonora[calcitació]
La música va ser composta per Mark Mancina el qual va ser nominat i va obtenir diversos premis en diversos festivals de cinema i música. A més, Phil Collins va ser l'encarregat de la composició i interpretació dels temes vocals, que va cantar en diversos idiomes. Miquel Fernández va ser el cantant de la versió en català, mentre que Roger Peña faria les adaptacions de les cançons.

## Premis i nominacions[calcitació]

### Premis
- 2000: Oscar a la millor cançó original per Phil Collins amb "You'll Be In My Heart"
- 2000: Globus d'Or a la millor cançó original per Phil Collins amb "You'll Be In My Heart"
- 2000: Grammy al millor àlbum de banda sonora per Phil Collins i Mark Mancina

### Nominacions
- 2000: Grammy a la millor cançó escrita per pel·lícula, televisió o altre mitjà visual per Phil Collins amb "You'll Be In My Heart"

## Tecnologies de l'època recreada[calcitació]
A la pel·lícula, concretament en l'escena musical "Strangers Like Me" hi apareixen diversos aparells tecnològics que s'estaven fent molt populars a l'època en la qual se situa Tarzan.
L'acció succeeix a finals del segle xix, quan alguns protagonistes s'instal·len a les costes de l'Àfrica com a colons anglesos. Tarzan, fill d'uns altres anglesos que van perdre la vida en un naufragi, no ha conegut la vida civilitzada d'Anglaterra i, per tant, no coneix la majoria d'objectes que porten amb ells els colons. Entre aquests aparells en destaquen dos: la llanterna màgica i el praxinoscopi.
En aquella època es va experimentar molt amb l'ull humà i la percepció del moviment. Un dels invents més populars i que més va triomfar va ser la llanterna màgica, un dispositiu que, mitjançant una llum canalitzada, era capaç de projectar imatges estàtiques en una superfície. A la pel·lícula, el professor Archimedes Porter, el pare de la Jane, en porta un i l'utilitza per mostrar imatges estàtiques a en Tarzan, que queda meravellat per aquest aparell màgic.
En la mateixa escena musical, uns segons després, Tarzan descobreix i juga amb un altre aparell que porta el professor Archimedes Porter: el praxinoscopi. Aquest invent és posterior a la invenció de la llanterna màgica, però també va ser un pas important en l'estudi de la il·lusió del moviment. Inventat per Charles-Émile Reynaud, permetia fer girar una tira de dotze dibuixos al voltant d'un cilindre de miralls de manera que, en aquests, s'hi reflectien les imatges i es creava la sensació de moviment de les imatges. En la pel·lícula de Tarzan, el professor el fa girar, mostrant a Tarzan un home que va en bicicleta movent-se. 
- Llanterna màgica.
- Praxinoscopi.